# Escalier de service (architecture)
Pour les articles homonymes, voir Escalier de service.

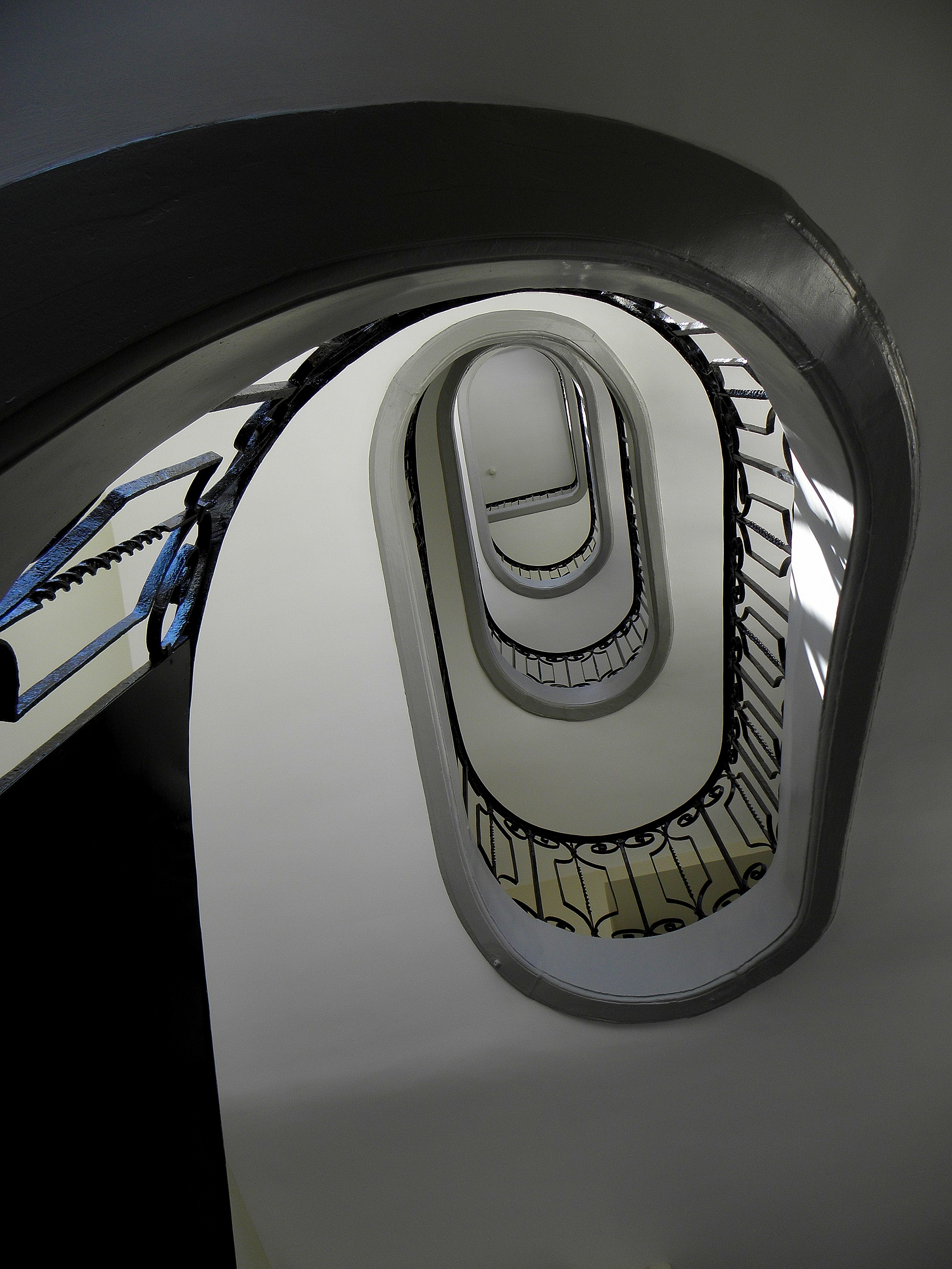
Escalier de service du château de Champs-sur-Marne.

Un escalier de service est, dans une maison ou un immeuble, un escalier donnant sur l'entrée essentiellement réservée aux domestiques et aux personnels de livraison. Il est appelé ainsi parce qu'il mène aux pièces dites « de service » (cuisine ou office), et dans les immeubles du XIXe siècle, notamment haussmanniens, il permettait aussi d'accéder aux chambres des domestiques, appelées souvent chambres de bonnes, situées au dernier étage sous les combles (sixième ou septième).
Son accès, généralement étroit, est donc différent de l'entrée principale.
L'escalier de service permettait aux domestiques d'entrer dans l'immeuble et d'accéder à la fois à l'appartement des patrons (généralement par la cuisine) ainsi qu'au dernier étage des chambres de bonne, tout cela sans jamais utiliser l'escalier principal (et encore moins l'ascenseur), donc sans rencontrer les personnes de la classe bourgeoise habitant l'immeuble ou invitées par ces derniers. L'escalier de service était donc un dispositif important de « l'invisibilisation » des domestiques, ceux-ci devant effectuer leur service de la manière la plus discrète possible.